# Dolichosybra tubericollis
Dolichosybra tubericollis là một loài bọ cánh cứng trong họ Cerambycidae.